# 光滑囊瓣芹
光滑囊瓣芹（学名：Pternopetalum nudicaule var. esetosum）为伞形科囊瓣芹属裸茎囊瓣芹的变种。分布在中国大陆的湖南、贵州、广西等地，生长于海拔840米至1,800米的地区，多生于阴湿的峭壁、林下、沟边以及山谷中，目前尚未由人工引种栽培。